# Noordhollands Dagblad

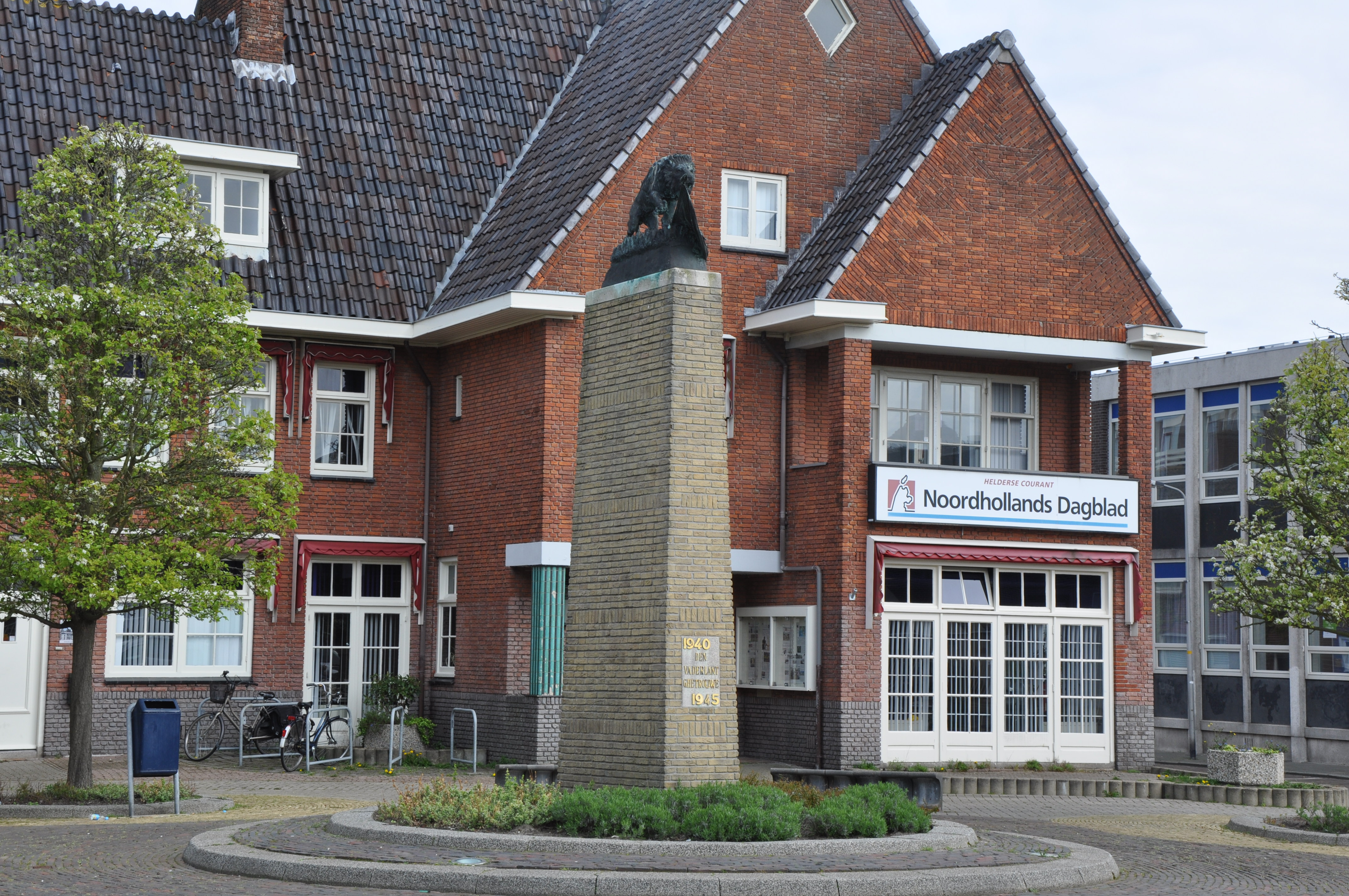
De Helderse redactie van het Noordhollands Dagblad

Het Noordhollands Dagblad is een Nederlands regionaal dagblad, bestaande uit zeven edities die ten noorden van het Noordzeekanaal verschijnen als ochtendkrant. De gezamenlijke oplage bedraagt 98.000 exemplaren. De krant heeft 170.000 abonnees en 12 edities. Hoodredacteur is Corine de Vries.
De zeven edities zijn:
- Alkmaarsche Courant
- Dagblad Kennemerland
- Dagblad Waterland
- Dagblad voor West-Friesland
- Dagblad Zaanstreek
- Helderse Courant
- Schager Courant

Het Noordhollands Dagblad is onderdeel van Mediahuis Nederland, voorheen Holland Media Combinatie. Bekende medewerkers waren onder anderen Bert Klunder, Theo Koomen en Klaas Wilting. Onder meer Joost Prinsen en Veldhuis en Kemper hebben geschreven voor de kranten van Holland Media Combinatie.

## Bekende cartoonisten
- Tom Janssen
- Paul Kusters
- Peter van Straaten
- Maarten Wolterink
- Frank Muntjewerf